# Meinpea-Mahn District
Meinpea-Mahn District är ett distrikt i Liberia.   Det ligger i regionen Nimba County, i den centrala delen av landet, 210 km öster om huvudstaden Monrovia.